# Chris Hardwick
Christopher Ryan Hardwick (Louisville, Kentucky, 23 de noviembre de 1971), conocido simplemente como Chris Hardwick, es un comediante, actor de doblaje, escritor, maestro de ceremonias, músico y personaje de televisión estadounidense. Es conocido por sus trabajos con Mike Phirman en Hard 'n Phirm, como conductor en Singled Out, Wired Science, Web Soup, y The Nerdist Podcast, y por su trabajo como actor de doblaje, especialmente haciendo la voz de la vaca Otis, protagonista de Back at the Barnyard. En 2011 condujo Ministry of Laughs, un show de BBC, y Talking Dead, un talk show de una hora transmitido por AMC. Más recientemente, ha realizado la voz de Craig en la serie animada Sanjay and Craig de Nickelodeon.

## Primeros años
Hardwick nació en Louisville, Kentucky, hijo de dos profesionales en los bolos Billy Hardwick y Sharon Hills en el real estado de Pasadena, California. que lleva el nombre del deportista estadounidense Chris Schenkel. Hardwick es católico y ha declarado que no es religioso. Creció en Memphis, Tennessee y asistió a St. Benedicto XVI at Auburndale K-12 School, luego asistió a Regis Jesuit High School de Colorado y Loyola High School para su último año.
Hardwick estudió filosofía en la UCLA, donde fue miembro de la Chi Phi Fraternity en su primer año. Hardwick fue compañero de cuarto con Wil Wheaton durante algún tiempo.

## Vida personal
Estuvo comprometido con la modelo y actriz Jacinda Barrett, y mantuvo una relación con la actriz Andrea Savage, Janet Varney (desde 2004 hasta 2011), y Chloe Dykstra (desde finales de 2011 hasta julio de 2014). Se comprometió con la modelo y actriz Lydia Hearst el 12 de septiembre de 2015, y se casaron el 20 de agosto de 2016, en Pasadena, California. En agosto de 2021 anunciaron que estaban esperando su primer hijo juntos. El 1 de febrero de 2022 anunció el nacimiento de su primera hija.
Hardwick es un alcohólico en rehabilitación y dice que ha estado sobrio desde 2003.

## Filmografía

### Cine
| Año  | Título                                    | Rol                | Notas         |
| ---- | ----------------------------------------- | ------------------ | ------------- |
| 1997 | Courting Courtney                         | Tim                |               |
| 1998 | Win a Date                                | Evrett             | Cortometraje  |
| 1998 | Beach House                               | Ross               |               |
| 1998 | Art House                                 | Weston Craig       |               |
| 2000 | Jack & Diane                              | Jack               | Cortometraje  |
| 2002 | Jane White Is Sick & Twisted              | Burger             |               |
| 2003 | House of 1000 Corpses                     | Jerry Goldsmith    |               |
| 2003 | Terminator 3: La rebelión de las máquinas | Engineer           |               |
| 2004 | Spectres                                  | Sam Phillips       |               |
| 2004 | Johnson Family Vacation                   | Arson investigator |               |
| 2005 | The Life Coach                            | Milos              |               |
| 2009 | The Mother of Invention                   | Drake Wooderson    |               |
| 2009 | Halloween II                              | David Newman       |               |
| 2010 | Lego: The Adventures of Clutch Powers     | Bones (voz)        | Directo a DVD |
| 2013 | Booker, Catch!                            | Booker             | Cortometraje  |
| 2016 | Me Him Her                                | Culk Didip         |               |

### Televisión
| Año           | Título                               | Rol                               | Notas                                          |
| ------------- | ------------------------------------ | --------------------------------- | ---------------------------------------------- |
| 1991          | Thirtysomething                      | Joven                             | Episodio: "Closing the Circle"                 |
| 1995–1998     | Singled Out                          | Él mismo (anfitrión)              | 130 episodios                                  |
| 1996          | Boy Meets World                      | Él mismo                          | Episodio: "Singled Out"                        |
| 1996          | Married... with Children             | Dan Inwood                        | Episodio: "Spring Break (Partes 1 & 2)"        |
| 1996          | MADtv                                | Él mismo                          | Episodio: "1.16"                               |
| 1998–1999     | Guys Like Us                         | Sean Barker                       | 13 episodios                                   |
| 2001          | The Zeta Project                     | Hermano de Ro (voz)               | Episodio: "Ro's Reunion"                       |
| 2001–2003     | Shipmates                            | Él mismo (anfitrión)              |                                                |
| 2005          | Zoey 101                             | Garth Berman - Executive Chairman | Episodio: "Spring Fling"                       |
| 2005–2006     | The X's                              | Glowface (voz)                    | 10 episodios                                   |
| 2006          | CSI: Crime Scene Investigation       | Mikey Shoemaker                   | Episodio: "Rashomama"                          |
| 2007          | WIRED Science                        | Él mismo (anfitrión)              | 11 episodioss                                  |
| 2007–2008     | The Batman                           | Flecha Verde/Oliver Queen (voz)   | 3 episodios                                    |
| 2007–2011     | Back at the Barnyard                 | Otis (voz)                        | 67 episodios                                   |
| 2008          | Comedy Central Presents              | Él mismo                          | Episodio: "Hard 'n Phirm"                      |
| 2008          | The Radio Adventures of Dr. Floyd    | Alexander Hamilton                | Episodio: "407"                                |
| 2008–2013     | Attack of the Show!                  | Él mismo (corresponsal)           | 73 episodios                                   |
| 2009–2011     | Web Soup                             | Él mismo (anfitrión)              | 53 episodios                                   |
| 2010          | John Oliver's New York Stand-Up Show | Él mismo                          | 2 episodios                                    |
| 2010          | The Benson Interruption              | Él mismo                          | Episodio: "1.1"                                |
| 2010–2011     | McBusters                            | Morgan Spurlock (voz)             | 2 episodios                                    |
| 2011–2012     | Scooby-Doo! Mystery Incorporated     | Varias voces                      | 2 episodios                                    |
| 2011–presente | Talking Dead                         | Él mismo (anfitrión)              |                                                |
| 2012          | La leyenda de Korra                  | Sokka (voz)                       | Episodio: "Out of the Past"                    |
| 2012          | Chris Hardwick: Mandroid             | Él mismo                          | Especial de stand-up                           |
| 2012–2013     | The Nerdist                          | Él mismo (anfitrión)              | 18 episodios                                   |
| 2013          | Video Game High School               | Anchorman                         | Episodio: "Loopholes"                          |
| 2013          | Talking Bad                          | Él mismo (anfitrión)              | 8 episodios                                    |
| 2013–2016     | Sanjay and Craig                     | Craig (voz)                       | Protagonista, serie de TV Nickelodeon          |
| 2013–presente | @midnight with Chris Hardwick        | Él mismo (anfitrión)              | También creador, productor ejecutivo, escritor |
| 2013–2015     | Comedy Bang! Bang!                   | Él mismo                          | 3 episodios                                    |
| 2014          | Garfunkel & Oates                    | Él mismo                          | Episodio: "Rule 34"                            |
| 2014          | Maron                                | Él mismo                          | Episodio: "Marc on Talking Dead"               |
| 2015          | Family Guy                           | Johnny Lawrence (voz)             | Episodio: "Once Bitten"                        |
| 2016–presente | Talking Saul                         | Él mismo (anfitrión)              |                                                |
| 2016          | Talking Preacher                     | Él mismo (anfitrión)              |                                                |
| 2016          | Critical Role                        | Gern Blanston                     | Episodio: "Cindergrove Revisited"              |

### Videojuegos
| Año       | Título                     | Voz          |
| --------- | -------------------------- | ------------ |
| 2014–2015 | Tales from the Borderlands | Vaughn (voz) |

## Premios y nominaciones
| Año  | Título                                                | Trabajo nominado                       | Resultado |
| ---- | ----------------------------------------------------- | -------------------------------------- | --------- |
| 2014 | Spike Guys' Choice Award for Smartacus                | Spike Guys' Choice Award for Smartacus | Ganador   |
| 2014 | Primetime Emmy Award for Original Interactive Program | @midnight with Chris Hardwick          | Ganador   |